# Xanthophyllum resupinatum
Xanthophyllum resupinatum är en jungfrulinsväxtart som beskrevs av V. d. Meijden. Xanthophyllum resupinatum ingår i släktet Xanthophyllum och familjen jungfrulinsväxter. Inga underarter finns listade i Catalogue of Life.